# Лауреаты Премии Правительства Российской Федерации в области науки и техники (2023)
Лауреаты Премии Правительства Российской Федерации в области науки и техники 2023 года — перечень награждённых правительственной наградой Российской Федерации, присужденной за достижения в науке и технике в 2023 году.
Лауреаты определены Распоряжением Правительства РФ от 23 нобяря 2023 года № 3318-р на основании рекомендаций Межведомственного совета по присуждению премий Правительства Российской Федерации в области науки и техники.
15 декабря 2023 в Доме Правительства Михаил Мишустин вручил премии Правительства в области науки и техники.
Постановлением Правительства РФ от 24 октября 2013 года № 954 с 1 января 2014 года учреждены 20 ежегодных премий в области науки и техники, в том числе пять премий за работы в сфере обороны и безопасности, в размере 2 млн рублей каждая.

## Легенда
Приводятся данные по премированной работе; фамилии лауреатов, их должность и место работы; номер абзаца в Постановлении

## Лауреаты
| номер работы | Лауреаты | Премированная работа |
| ------------ | --- | --- |
| 1.           | Мильману Олегу Ошеревичу, доктору технических наук, профессору, профессору кафедры федерального государственного бюджетного образовательного учреждения высшего образования "Калужский государственный университет им. К.Э. Циолковского", руководителю работы; Бутко Александру Александровичу, управляющему директору публичного акционерного общества энергетики и электрификации "Мосэнерго", Ленѐву Сергею Николаевичу, заместителю управляющего директора - главному инженеру того же общества; Долину Юрию Ефимовичу, заместителю генерального директора по капитальному строительству общества с ограниченной ответственностью "Газпром энергохолдинг", Федорову Михаилу Владимировичу, директору по производству того же общества; Федорову Денису Владимировичу, кандидату экономических наук, заместителю начальника департамента публичного акционерного общества "Газпром"; Семиколенову Артему Викторовичу, кандидату экономических наук, управляющему директору публичного акционерного общества "Вторая генерирующая компания оптового рынка электроэнергии"; Перову Виктору Борисовичу, генеральному директору закрытого акционерного общества "Научно-производственное внедренческое предприятие "Турбокон", Птахину Антону Викторовичу, кандидату технических наук, заместителю директора по науке - заведующему Межведомственной научно-исследовательской лабораторией им. В.А. Федорова того же общества; Исаеву Сергею Александровичу, доктору физико-математических наук, профессору, заведующему лабораторией научно-технического центра федерального государственного бюджетного образовательного учреждения высшего образования "Санкт-Петербургский государственный университет гражданской авиации имени Главного маршала авиации А.А. Новикова" | за разработку, создание и эффективную эксплуатацию установок "сухого" воздушного охлаждения для энергоблоков большой мощности |
| 2.           | Фадееву Юрию Петровичу, главному конструктору акционерного общества "Опытное Конструкторское Бюро Машиностроения имени И.И. Африкантова", руководителю работы, Болнову Владимиру Анатольевичу, начальнику отдела, Бых Олегу Анатольевичу, кандидату технических наук, главному конструктору теплообменного и вентиляционного оборудования, Вешнякову Константину Борисовичу, начальнику бюро отдела, - работникам того же общества; Дмитриеву Сергею Михайловичу, доктору технических наук, профессору, ректору федерального государственного бюджетного образовательного учреждения высшего образования "Нижегородский государственный технический университет им. Р.Е. Алексеева"; Каштанову Александру Дмитриевичу, доктору технических наук, заместителю генерального директора по научной работе - начальнику научно-производственного комплекса федерального государственного унитарного предприятия "Центральный научно-исследовательский институт конструкционных материалов "Прометей" имени И.В. Горынина Национального исследовательского центра "Курчатовский институт"; Князевскому Константину Юрьевичу, заместителю генерального директора по строительству флота - руководителю представительства в г. Санкт- Петербурге (руководителю группы наблюдения) федерального государственного унитарного предприятия атомного флота; Коновалову Александру Васильевичу, директору по производству акционерного общества "Балтийский завод"; Кузину Александру Михайловичу, директору центра акционерного общества "Концерн "Научно- производственное объединение "Аврора"; Рыжкову Александру Вениаминовичу, исполнительному директору акционерного общества "Центральное конструкторское бюро "Айсберг" | за разработку ядерной реакторной установки для универсального атомного ледокола проекта 22220 |
| 3.           | Арабею Андрею Борисовичу, кандидату технических наук, главному научному сотруднику Корпоративного научно-технического центра развития трубной продукции общества с ограниченной ответственностью "Научно-исследовательский институт природных газов и газовых технологий - Газпром ВНИИГАЗ", руководителю работы, Недзвецкому Максиму Юрьевичу, кандидату экономических наук, генеральному директору того же общества; Кичкиной Александре Андреевне, научному сотруднику лаборатории Научного Центра сталей для трубопроводного транспорта и строительных конструкций федерального государственного унитарного предприятия "Центральный научно-исследовательский институт черной металлургии им. И.П. Бардина", Матросову Максиму Юрьевичу, кандидату технических наук, директору того же Центра предприятия; Барыкову Александру Михайловичу, кандидату экономических наук, управляющему директору акционерного общества "Выксунский металлургический завод", Ильинскому Вячеславу Игоревичу, главному специалисту по исследованиям отдела Центра исследовательских лабораторий Инженерно-технологического центра, Степанову Павлу Петровичу, директору Инженерно-технологического центра, кандидатам технических наук, - работникам того же общества; Липину Виталию Климовичу, начальнику управления дирекции по работе с энергетическими компаниями и инфраструктурными проектами подразделения в г. Санкт-Петербурге акционерного общества "Северсталь Менеджмент", Мишневу Петру Александровичу, кандидату технических наук, директору по техническому развитию и качеству филиала "Российская сталь" в городе Череповце, Сахарову Максиму Сергеевичу, старшему менеджеру дирекции по техническому развитию и качеству того же филиала, - работникам того же общества | за разработку и внедрение материалов с повышенной деформационной способностью для решения проблемы надежной эксплуатации протяженных подземных объектов нефтегазовой инфраструктуры в условиях высокой сейсмотектонической активности и неустойчивости грунтовых оснований (на примере газопровода "Сила Сибири") |
| 4.           | Каблову Евгению Николаевичу, доктору технических наук, профессору, академику Российской академии наук, помощнику президента федерального государственного бюджетного учреждения "Национальный исследовательский центр "Курчатовский институт", руководителю работы; Мину Павлу Георгиевичу, кандидату технических наук, начальнику сектора лаборатории федерального государственного унитарного предприятия "Всероссийский научно-исследовательский институт авиационных материалов" Национального исследовательского центра "Курчатовский институт", Вадееву Виталию Евгеньевичу, ведущему инженеру лаборатории, Мину Максиму Георгиевичу, главному инженеру, Дядько Кириллу Владимировичу, начальнику цеха, - работникам того же предприятия; Ильину Игорю Валерьевичу, главному инженеру публичного акционерного общества "ОДК-Сатурн", Заводову Сергею Александровичу, главному инженеру опытного завода, кандидатам технических наук, Шаброву Валерию Игоревичу, главному металлургу, Троицкому Андрею Владимировичу, начальнику отдела управления главного металлурга, - работникам того же общества | за создание современного производства турбинных лопаток и корпусных деталей из новых импортозамещающих литейных жаропрочных никелевых сплавов и освоение уникального вакуумного плавильного оборудования для двигателя ПД-8                                                                                       |
| 5.           | Демидову Алексею Вячеславовичу, ректору федерального государственного бюджетного образовательного учреждения высшего образования "Санкт-Петербургский государственный университет промышленных технологий и дизайна", руководителю работы, Луканину Павлу Владимировичу, первому проректору, Макарову Авиниру Геннадьевичу, проректору по научной работе, Марковцу Алексею Владимировичу, директору института информационных технологий и автоматизации, докторам технических наук, Сашиной Елене Сергеевне, доктору химических наук, заведующему кафедрой, профессорам, - работникам того же учреждения; Соковой Галине Георгиевне, доктору технических наук, доценту, начальнику учебно-методического управления федерального государственного бюджетного образовательного учреждения высшего образования "Костромской государственный университет"; Мачалаба Николаю Николаевичу, доктору технических наук, главному редактору автономной некоммерческой организации "Редакция журнала "Химические волокна"; Фирсову Андрею Валентиновичу, доктору технических наук, профессору, заведующему кафедрой института Информационных технологий и цифровой трансформации федерального государственного бюджетного образовательного учреждения высшего образования "Российский государственный университет им. А.Н. Косыгина (Технологии. Дизайн. Искусство)"; Иванову Владиславу Викторовичу, кандидату филологических наук, директору по развитию общества с ограниченной ответственностью "Термопол"; Щербакову Сергею Валерьевичу, кандидату технических наук, генеральному директору общества с ограниченной ответственностью "Фабрика Нестандартной Обуви "Меркурий" | за разработку и реализацию научно-технологических решений и цифровых методов контроля и управления качеством продукции предприятий легкой промышленности |
| 6.           | Мирошникову Сергею Александровичу, доктору биологических наук, профессору, члену-корреспонденту Российской академии наук, ректору федерального государственного бюджетного образовательного учреждения высшего образования "Оренбургский государственный университет", руководителю работы; Дускаеву Галимжану Калихановичу, первому заместителю директора федерального государственного бюджетного научного учреждения "Федеральный научный центр биологических систем и агротехнологий Российской академии наук", Лебедеву Святославу Валерьевичу, члену-корреспонденту Российской академии наук, директору того же учреждения, докторам биологических наук; Мосолову Александру Анатольевичу, главному научному сотруднику лаборатории федерального государственного бюджетного научного учреждения "Поволжский научно-исследовательский институт производства и переработки мясомолочной продукции", Сложенкиной Марине Ивановне, профессору, члену-корреспонденту Российской академии наук, директору того же учреждения, докторам биологических наук; Скальному Анатолию Викторовичу, доктору медицинских наук, профессору, директору Центра биоэлементологии и экологии человека Научно-технического парка биомедицины федерального государственного автономного образовательного учреждения высшего образования Первый Московский государственный медицинский университет имени И.М. Сеченова Министерства здравоохранения Российской Федерации (Сеченовский Университет); Чернухе Ирине Михайловне, доктору технических наук, профессору, академику Российской академии наук, главному научному сотруднику клиники-лаборатории федерального государственного бюджетного научного учреждения "Федеральный научный центр пищевых систем им. В.М. Горбатова" РАН; Галстяну Араму Генриховичу, доктору технических наук, академику Российской академии наук, директору федерального государственного автономного научного учреждения "Всероссийский научно-исследовательский институт молочной промышленности"; Кайшеву Владимиру Григорьевичу, доктору экономических наук, академику Российской академии наук, первому заместителю генерального директора общества с ограниченной ответственностью "Пятигорский молочный комбинат"; Гущину Виктору Владимировичу, доктору сельскохозяйственных наук, члену-корреспонденту Российской академии наук, руководителю научного направления Всероссийского научно-исследовательского института птицеперерабатывающей промышленности - филиала федерального государственного бюджетного научного учреждения федерального научного центра "Всероссийский научно-исследовательский и технологический институт птицеводства" Российской академии наук, | за разработку и внедрение инновационных технологий в животноводстве для обеспечения населения высококачественными продуктами питания |
| 7.           | Белову Юрию Владимировичу, руководителю отдела (директору института кардио-аортальной хирургии) отдела сердечно-сосудистой хирургии (института кардио-аортальной хирургии) Научно-клинического центра № 1 федерального государственного бюджетного научного учреждения "Российский научный центр хирургии имени академика Б.В. Петровского", руководителю работы, Сандрикову Валерию Александровичу, заведующему отделом, академикам Российской академии наук, Абугову Сергею Александровичу, заведующему отделением - врачу по рентгенэндоваскулярным диагностике и лечению отделения, Еременко Александру Анатольевичу, заведующему отделением - врачу - анестезиологу-реаниматологу отделения, профессорам, Чарчяну Эдуарду Рафаэловичу, заведующему отделением - врачу - сердечно- сосудистому хирургу отделения, членам-корреспондентам Российской академии наук, Кулагиной Татьяне Юрьевне, заведующей лабораторией отдела, Ховрину Валерию Владиславовичу, главному научному сотруднику отделения отдела, докторам медицинских наук, - работникам Научно-клинического центра № 1 того же учреждения; Гаврилову Андрею Васильевичу, кандидату технических наук, заведующему лабораторией отдела Научно-исследовательского института ядерной физики имени Д.В.Скобельцына федерального государственного бюджетного образовательного учреждения высшего образования "Московский государственный университет имени М.В.Ломоносова"; Евдокимову Сергею Васильевичу, кандидату технических наук, управляющему закрытого акционерного общества научно-производственное предприятие "МедИнж"; Козлову Борису Николаевичу, доктору медицинских наук, доценту, заведующему отделением Научно-исследовательского института кардиологии федерального государственного бюджетного научного учреждения "Томский национальный исследовательский медицинский центр Российской академии наук" | за разработку и внедрение в широкую медицинскую практику новых методов хирургического лечения и диагностики пациентов с критическим состоянием при патологии аорты и сердца |
| 8.           | Гречко Андрею Вячеславовичу, члену-корреспонденту Российской академии наук, директору федерального государственного бюджетного научного учреждения "Федеральный научно-клинический центр реаниматологии и реабилитологии", руководителю работы, Пузину Сергею Никифоровичу, академику Российской академии наук, научному руководителю по направлению реабилитация, профессорам, Кузовлеву Артему Николаевичу, заместителю директора - руководителю Научно- исследовательского института общей реаниматологии имени В.А. Неговского, Петровой Марине Владимировне, заместителю директора по научно-клинической деятельности, доцентам, докторам медицинских наук, Яковлеву Алексею Александровичу, кандидату медицинских наук, заместителю директора - руководителю Научно-исследовательского института реабилитологии имени профессора Пряникова И.В., - работникам того же учреждения; Белкину Андрею Августовичу, доктору медицинских наук, профессору, профессору кафедры федерального государственного бюджетного образовательного учреждения высшего образования "Уральский государственный медицинский университет" Министерства здравоохранения Российской Федерации; Сафоновой Татьяне Юрьевне, кандидату медицинских наук, главному врачу общества с ограниченной ответственностью "Клиника Института Мозга"; Алиеву Джомарту Фазыловичу, кандидату экономических наук, первому проректору федерального государственного бюджетного образовательного учреждения высшего образования "Российский государственный социальный университет"; Ивановой Галине Евгеньевне, доктору медицинских наук, профессору, заведующей кафедрой факультета дополнительного профессионального образования федерального государственного автономного образовательного учреждения высшего образования "Российский национальный исследовательский медицинский университет имени Н.И. Пирогова" Министерства здравоохранения Российской Федерации; Ачкасову Евгению Евгеньевичу, доктору медицинских наук, профессору, заведующему кафедрой Института клинической медицины им. Н.В. Склифосовского федерального государственного автономного образовательного учреждения высшего образования Первый Московский государственный медицинский университет имени И.М. Сеченова Министерства здравоохранения Российской Федерации (Сеченовский Университет | за разработку и внедрение инновационной национальной системы этапной нейрореабилитации реанимационных пациентов с тяжелым повреждением головного мозга на основе индивидуальной маршрутизации |
| 9.           | Когогину Сергею Анатольевичу, кандидату экономических наук, генеральному директору публичного акционерного общества "КАМАЗ", руководителю работы, Валееву Данису Хадиевичу, советнику генерального директора, Гумерову Иреку Флоровичу, доценту, заместителю генерального директора - директору по развитию, кандидатам технических наук, Герасимову Юрию Ивановичу, первому заместителю генерального директора - исполнительному директору, Куликову Андрею Сергеевичу, главному конструктору по двигателям - руководителю Службы главного конструктора по двигателям Научно-технического центра, Фардееву Ленару Ильдаровичу, директору Центра электроники и элементов питания, Ханнанову Марату Дамировичу, заместителю главного конструктора по перспективным двигателям Службы главного конструктора по двигателям Научно-технического центра, - работникам того же общества; Назарову Федору Леонидовичу, генеральному директору федерального государственного унитарного предприятия "Центральный ордена Трудового Красного Знамени научно- исследовательский автомобильный и автомоторный институт "НАМИ" | за разработку и организацию производства семейства дизельных рядных 6-цилиндровых двигателей с высокими экологическими и удельными показателями для межотраслевого применения |
| 10.          | Шишкину Андрею Николаевичу, вице-президенту по локализации, инновациям и энергетике публичного акционерного общества "Нефтяная компания "Роснефть", руководителю работы, Лаптеву Константину Викторовичу, директору Департамента локализации техники и технологий в ранге вице-президента, Нечаеву Александру Сергеевичу, менеджеру Управления Департамента технического регулирования и развития корпоративного научно-проектного комплекса, Тимашеву Эдуарду Олеговичу, доктору технических наук, директору Департамента технического регулирования и развития корпоративного научно-проектного комплекса, - работникам того же общества; Гаврилову Сергею Викторовичу, доценту, техническому лидеру центра морских технологий и обучения общества с ограниченной ответственностью "Прикладной инженерный и учебный центр "Сапфир", Доровских Ивану Владимировичу, генеральному директору, кандидатам технических наук, Князеву Леониду Александровичу, исполняющему обязанности заместителя генерального директора по морским проектам и технологическому развитию, Коршуну Сергею Владимировичу, руководителю направления центра морских технологий и обучения, - работникам того же общества; Михайлину Андрею Александровичу, исполняющему обязанности заместителя генерального директора по развитию - начальнику группы по развитию бизнеса общества с ограниченной ответственностью "Завод по производству винто-рулевых колонок Сапфир", Сорокину Александру Анатольевичу, генеральному директору того же общества | за разработку и освоение серийного производства инновационного пропульсивного комплекса крупнотоннажных судов арктического класса для перевозки сжиженного природного газа по Северному морскому пути |
| 11.          | Лысаку Владимиру Ильичу, академику Российской академии наук, научному руководителю федерального государственного бюджетного образовательного учреждения высшего образования "Волгоградский государственный технический университет", руководителю работы, Кузьмину Сергею Викторовичу, члену-корреспонденту Российской академии наук, первому проректору того же учреждения, докторам технических наук, профессорам; Алешину Николаю Павловичу, академику Российской академии наук, заведующему кафедрой факультета Научно-учебного комплекса "Машиностроительные технологии" федерального государственного бюджетного образовательного учреждения высшего образования "Московский государственный технический университет имени Н.Э. Баумана (национальный исследовательский университет)" (посмертно), Царькову Андрею Васильевичу, директору Калужского филиала того же учреждения, докторам технических наук, профессорам; Бакшаеву Владимиру Александровичу, директору закрытого акционерного общества "Чебоксарское предприятие "Сеспель"; Баранову Дмитрию Александровичу, доктору технических наук, генеральному директору акционерного общества "Ракетно-космический центр "Прогресс"; Вышемирскому Евгению Мстиславовичу, кандидату технических наук, доценту, начальнику отдела департамента публичного акционерного общества "Газпром", Скрынникову Сергею Владимировичу, начальнику департамента того же общества; Первухину Леониду Борисовичу, доктору технических наук, профессору, научному руководителю общества с ограниченной ответственностью "Битруб Интернэшнл"; Перковскому Роману Анатольевичу, кандидату технических наук, генеральному директору акционерного общества "Лаборатория Электроники" | за создание новых технологий и оборудования сварки изделий гражданского и специального назначения |
| 12.          | Куцько Павлу Павловичу, генеральному директору акционерного общества "Научно-исследовательский институт электронной техники", руководителю работы, Зольникову Константину Владимировичу, доценту, ведущему инженеру-конструктору отдела, Семейкину Игорю Валентиновичу, техническому директору, кандидатам технических наук, - работникам того же общества; Кравцову Александру Сергеевичу, заместителю генерального директора - главному конструктору акционерного общества "Научно-исследовательский институт молекулярной электроники", Селецкому Андрею Валерьевичу, кандидату технических наук, начальнику лаборатории, Шипицину Дмитрию Святославовичу, кандидату физико-математических наук, директору по развитию систем проектирования, - работникам того же общества; Соловьеву Роману Александровичу, члену-корреспонденту Российской академии наук, главному научному сотруднику отдела федерального государственного бюджетного учреждения науки Институт проблем проектирования в микроэлектронике Российской академии наук, Тельпухову Дмитрию Владимировичу, заместителю директора по научной работе того же учреждения, докторам технических наук; Шеховцову Дмитрию Витальевичу, кандидату технических наук, главному конструктору проектного офиса "Волга" акционерного общества "Российская электроника"; Крупкиной Татьяне Юрьевне, доктору технических наук, профессору, профессору кафедры федерального государственного автономного образовательного учреждения высшего образования "Национальный исследовательский университет "Московский институт электронной техники" | за разработку и производство интегральных микросхем для экстремальных условий эксплуатации на базе отечественных субмикронных технологий |
| 13.          | Табунщикову Юрию Андреевичу, доктору технических наук, члену-корреспонденту Российской академии архитектуры и строительных наук, заведующему кафедрой федерального государственного бюджетного образовательного учреждения высшего образования "Московский архитектурный институт (государственная академия)", руководителю работы, Есаулову Георгию Васильевичу, доктору архитектуры, академику Российской академии архитектуры и строительных наук, проректору по научной работе, профессорам, Бродач Марианне Михайловне, Шилкину Николаю Васильевичу, кандидатам технических наук, доцентам, профессорам кафедры, - работникам того же учреждения; Васильеву Григорию Петровичу, доктору технических наук, научному руководителю открытого акционерного общества "ИНСОЛАР-ИНВЕСТ", Горнову Виктору Федоровичу, директору отделения того же общества; Колубкову Александру Николаевичу, директору общества с ограниченной ответственностью Проектно-производственная фирма "Александр Колубков"; Серегину Артѐму Игоревичу, генеральному директору общества с ограниченной ответственностью "Климатек Инжиниринг" | за разработку и внедрение инновационных инженерных экологоэнергоэффективных систем нового поколения для зданий и сооружений |
| 14.          | Абдуллазянову Эдварду Юнусовичу, кандидату технических наук, доценту, ректору федерального государственного бюджетного образовательного учреждения высшего образования "Казанский государственный энергетический университет", руководителю работы; Панибратову Юрию Павловичу, доктору экономических наук, академику Российской академии архитектуры и строительных наук, профессору- консультанту кафедры федерального государственного бюджетного образовательного учреждения высшего образования "Санкт-Петербургский государственный архитектурно-строительный университет", Бадьину Геннадию Михайловичу, доктору технических наук, бывшему профессору кафедры того же учреждения, профессорам; Лапидусу Азарию Абрамовичу, профессору, профессору кафедры федерального государственного бюджетного образовательного учреждения высшего образования "Национальный исследовательский Московский государственный строительный университет", Топчему Дмитрию Владимировичу, доценту, профессору кафедры того же учреждения, докторам технических наук; Зарипову Марселю Мансуровичу, директору общества с ограниченной ответственностью "СТРОИТЕЛЬНАЯ КОМПАНИЯ "СОЗИДАНИЕ"; Исаеву Александру Николаевичу, бывшему техническому директору общества с ограниченной ответственностью "ПРОЕКТНО-КОНСТРУКТОРСКО-ТЕХНОЛОГИЧЕСКИЙ ИНСТИТУТ "УРЕНГОЙСТРОЙПРОЕКТ"; Сабитову Линару Салихзановичу, доктору технических наук, доценту, профессору кафедры федерального государственного автономного образовательного учреждения высшего образования "Казанский (Приволжский) федеральный университет"; Сычеву Сергею Анатольевичу, доктору технических наук, доценту, профессору кафедры федерального государственного автономного образовательного учреждения высшего образования "Уральский федеральный университет имени первого Президента России Б.Н. Ельцина" | за разработку и внедрение научных и технологических основ высокоскоростных энергоэффективных строительных систем и сооружений для ускоренного социально-экономического развития территорий Северного морского пути Российской Федерации                                                                           |
| 15.          | Кудрявцеву Николаю Николаевичу, доктору физико-математических наук, профессору, члену-корреспонденту Российской академии наук, президенту федерального государственного автономного образовательного учреждения высшего образования "Московский физико-технический институт (национальный исследовательский университет)", руководителю работы; Басову Николаю Сергеевичу, директору Курьяновских очистных сооружений акционерного общества "Мосводоканал", Бондареву Александру Александровичу, заместителю генерального директора по инвестиционной политике, Вдовину Михаилу Ивановичу, первому заместителю генерального директора - главному инженеру, Власову Дмитрию Юрьевичу, заместителю генерального директора - начальнику Управления канализации, Новикову Сергею Николаевичу, директору Люберецких очистных сооружений, - работникам того же общества; Задорину Сергею Владимировичу, генеральному директору общества с ограниченной ответственностью "ДИАЛОГ"; Волкову Сергею Владимировичу, руководителю Департамента комплексных проектных продаж общества с ограниченной ответственностью Научно-производственное объединение "Лаборатория импульсной техники", Костюченко Сергею Владимировичу, кандидату физико-математических наук, заместителю генерального директора, Левченко Денису Александровичу, заместителю генерального директора по новой технике, - работникам того же общества | за создание инновационных технологий полного цикла очистки сточных вод мегаполисов и их внедрение на крупнейших в мире Люберецких очистных сооружениях с проектной производительностью 3 млн. куб. м в сутки для повышения экологической безопасности Московского региона                                         |